# NPP ズヴェズダ

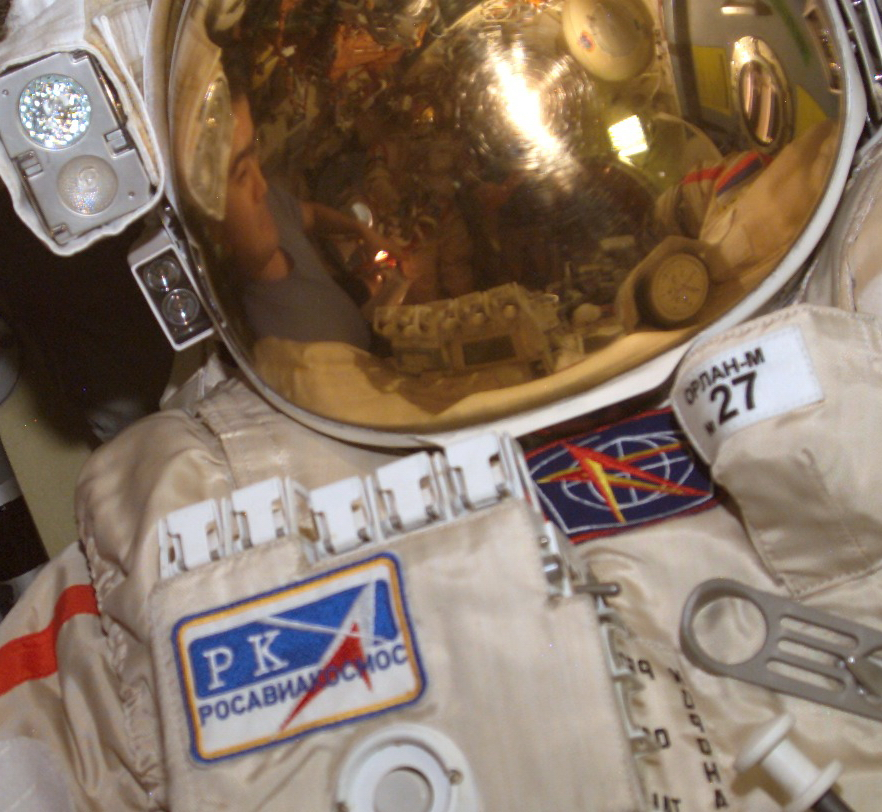
オーラン宇宙服に付けられたNPPズヴェズダのロゴ。ヘルメットの下に見えるのがそれで、その隣にОРЛАН（オルラーン）の文字が見える。右胸に付いているのはロシア航空宇宙局(RKA、現ロシア連邦宇宙局)のロゴ

株式公開会社「科学製造企業『ズヴェズダ』」（ロシア語:ОАО «Научно-производственное предприятие "Звезда"»；英語:Research & Development Production Enterprise Zvezda）は宇宙飛行士やパイロットの生命維持装置、宇宙服(ソコル宇宙服（与圧服）、オーラン宇宙服の他、過去には月面用宇宙服クレチェット(Krechet)も開発)、射出座席などを製造するロシア連邦の企業である。1954年に設立され、1994年に株式公開会社として再編成された。略称はロシア語の「科学製造企業」の頭文字を取ったНППをラテン文字転写し、それを冠したNPPズヴェズダ、あるいは英訳したRD&PEズヴェズダが用いられる。「ズヴェズダ」とはロシア語で「星」を意味する。なお、Kh-23などのミサイルを開発したズヴェズダ設計局(現ズヴェズダステラ)とは別個の企業である。ソ連・ロシア空軍に、Ka-50という攻撃ヘリがあるが、これはこの機体はソ連製ヘリで初めての射出座席付きで、ズヴェズダはKa-50の射出座席を担当した。

## 歴史
航空機用の与圧服や空中給油の研究のため、1952年に航空産業省第918工場として設立された。
G.I.セヴェリンが1964年から最高責任者を務めていたが、2008年に他界したため現在ではセルゲイ・S・ボズドニャコフが最高責任者となっている。